# 박광철
박광철(? ~ )은 조선민주주의인민공화국의 군인 겸 정치인이다. 군인 계급은 조선인민군 육군 중장이다. 2012년 기준으로, 조선로동당 중앙위원회 위원이다.

## 경력
인민군 소장을 거쳐, 2007년 4월 14일 최고사령관 명령 제0010호를 통해 조선 인민군 중장으로 진급했다. 2010년 9월에 열린 조선로동당 대표 회의에서 조선로동당 중앙위원회 정치국 위원으로 선출되었다.

## 기타
2011년 12월 김정일 사망 당시에 국가 장의위원회 위원을 맡았다.